# Cephalaeschna klapperichi
Cephalaeschna klapperichi е вид водно конче от семейство Aeshnidae.

## Разпространение и местообитание
Този вид е разпространен в Афганистан и Непал.
Обитава сладководни басейни и потоци.